# Thomas Jennefelt
Thomas Jennefelt   (Huddinge församling, 24 d'abril de 1954) és un compositor suec, principalment un compositor coral.
Jennefelt és conegut com un dels compositors corals més importants de la seva generació a partir de l'èxit del seu Warning to the Rich (1977) per a solo, baríton i cor mixt que li va atorgar el reconeixement internacional. Altres peces corals inclouen Dichterliebe (I-X), un compendi d'escenaris musicals dels poemes de Heine, famós per estar musicalitats per Schumann en el seu cicle de cançons del mateix títol, i seqüències de Villarosa, una suite coral cantada en un llenguatge inventat basat en paraules llatines. També ha escrit obres per a orquestres grans i de cambra, i la seva música s'ha interpretat a sales sueques i internacionals.

## Biografia
Va créixer a Huddinge, un municipi d'Estocolm, i la seva educació es va basar al "Royal College of Music" d'Estocolm, on va estudiar composició amb Gunnar Bucht i Arne Mellnas de 1974 a 1980. Va formar part del que van anomenar el miracle coral suec a la dècada de 1960, una revolució coral que va començar amb el director Eric Ericson. Jennefelt va formar part del seu cor, i està associat amb els compositors d'aquest moviment. De 1994 a 2000, va ser president de la "Society of Swedish Composers".

## Estil musical
La música de Jennefelt és coneguda pel seu ús expressiu de la dissonància, les textures grandioses i l'accent en estructures sil·làbiques curtes. El seu interès per la literatura i la seva sensibilitat per la vocalització fan que la seva música sigui fàcil de muntar en escenaris dramàtics. Ha escrit moltes òperes, com ara Albert och Julia, la de llarga durada Gycklarnas Hamret (El Hamlet dels bufons), l'òpera de cambra Farkosten (El vaixell), amb llibret propi, i Sport och fritid (Esport i oci) per a la "Royal Òpera" sueca amb llibret de Niklas Rådström. L'amor del compositor pel teatre i la literatura també es reflecteix en altres gèneres. La seva obra orquestral Musik vid ett berg (Música abans d'una muntanya) estava pensada per combinar-se amb el text en un entorn de melodrama, però va acabar sent una peça instrumental exclusiva que encara conté l'expressió dramàtica intensa.

## Premis i reconeixements
Thomas Jennefelt és membre de la Reial Acadèmia Sueca de Música, i n'és el vicepresident des de 2004. El 2001, se li va concedir la medalla reial "Litteris et Artibus".